# Олег Андрей Кирилл
«Олег Андрей Кирилл» — пятый студийный альбом группы «Иванушки International», выпущенный в 2002 году. Последний альбом, в котором участвовал Олег Яковлев до своего ухода в 2013 году.

## История создания и содержание
В августе-осенью и декабре 2001 года на музыкальных каналах появляется клип на песню «Капелька света». Песня также активно ротируется на радиостанциях. Летом 2002 года на музыкальных каналах появляется клип на песню «Золотые облака». Песня также активно ротируется на радиостанциях. Осенью того же года в ротациях радиостанций появляется песня «Безнадёга точка ру», и, практически в то же время на музыкальных каналах появляется клип, снятый Филиппом Янковским.  Песня «Облако волос» взята из репертуара Жени Белоусова. Две песни «Хочешь» и «Чукча в Бразилии» написаны на стихи  Игоря Сорина. Песня «Северная звезда» записанной летом-сентябре или в октябре 2002 года. Песня «Тигр» на радио в сентябре.
В еженедельном чарте Европы Плюс Безнадега.ru с 09.11 по 14.12.2002 достигали 27-й позиции и «Капелька Света» с 27.10 по 24.11.2001 — 32-е место в годовом чарте.

## Рецензии музыкальных критиков
Музыкальный критик Алексей Мажаев, редактор информационного агентства InterMedia в своей рецензии к альбому отмечает:
...В новом альбоме «Иванушки» на самом деле не опускаются ниже определенной планки качества, заданной Игорем Матвиенко ещё семь лет назад. Разложенное трёхголосье, профессиональные мелодии и непозорные тексты присутствуют, но главной характеристикой диска становится слово «усталость». Пара-тройка композиций претендуют на звание хитов, однако это уже не те хиты, что на раз взламывали чарты..

## Список композиций
Вся музыка написана И. Матвиенко.
| №   | Название             | Текст песни | Длительность |
| --- | -------------------- | ----------- | ------------ |
| 1.  | «Безнадёга точка ру» | А. Шаганов  | 3:49         |
| 2.  | «Золотые облака»     | А. Шаганов  | 4:29         |
| 3.  | «Северная звезда»    | П. Жагун    | 4:42         |
| 4.  | «Прощай»             | К. Арсенев  | 4:40         |
| 5.  | «Облако волос»       | А. Шаганов  | 4:11         |
| 6.  | «Капелька света»     | П. Жагун    | 4:47         |
| 7.  | «Хочешь»             | И. Сорин    | 2:54         |
| 8.  | «Тигр»               | К. Арсенев  | 5:08         |
| 9.  | «Чукча в Бразилии»   | И. Сорин    | 3:51         |
| 10. | «Дальние моря»       | М. Андреев  | 4:46         |

## Переиздание
В 2021 году к 25-летию группы альбом был переиздан на виниле. На этом издании изменён треклист, а также отсутствует треки Тигр (8), Чукча в Бразилии (9).

## Участники записи

### Иванушки International
- Олег Яковлев
- Андрей Григорьев-Апполонов
- Кирилл Андреев

### Дополнительные музыканты
- Николай Девлет-Кильдеев — гитара (2)
- А. Полонский — труба (10)

### Производство
- Игорь Матвиенко — композитор, продюсер, аранжировка
- Игорь Полонский — сопродюсер, аранжировка звукорежиссёр
- Александр Шаганов, Михаил Андреев, Игорь Сорин, Константин Арсенев, Павел Жагун – авторы стихов
- Ян Миренский — звукорежиссёр
- Олег Головко — директор группы

## Видеоклипы
На три песни этого альбома были сняты клипы: 
- «Капелька света» (реж. Андрей Болтенко) - клип снимали в начале августа 2001 года в подмосковной деревне Колоколово.
- «Золотые облака» (реж. Дмитрий Захаров)
- «Безнадёга точка ру» (реж. Филипп Янковский)

## Награды
Следующие  песни этого альбома были отмечены музыкальными премиями:
- «Капелька света» — (Финал Песня года 2001)
- «Безнадёга точка ру» — лауреат музыкального фестиваля Песня Года 2002'
- «Золотые облака» — лауреат премии Золотой граммофон 2002 и Песня Года 2002
- «Северная звезда» — (Отборочный тур Песня года 2003)

## Факты
- Музыка из песни «Дальние моря» использована в качестве гимна фабрики звёзд — «Круто ты попал на TV».
- После премьеры песни «Безнадёга точка ру» на радиостанциях, официальный сайт группы стал также доступен по адресу beznadega.ru